# Пасо деј Пекорај (Фиренца)
Пасо деј Пекорај је насеље у Италији у округу Фиренца, региону Тоскана.
Према процени из 2011. у насељу је живело 296 становника. Насеље се налази на надморској висини од 175 м.